# Unterseeboot 249
Le Unterseeboot 249 (ou U-249) est un sous-marin allemand (U-Boot) de type VII.C utilisé par la Kriegsmarine (marine de guerre allemande) pendant la Seconde Guerre mondiale.

## Historique
Mis en service le 20 novembre 1943, l'Unterseeboot 248 reçoit sa formation de base à Kiel dans la 5. Unterseebootsflottille jusqu'au 1er janvier 1945, puis l'U-249 intègre sa formation de combat toujours à Kiel avec la 5. Unterseebootsflottille.
L'Unterseeboot 249 a effectué deux patrouilles dans lesquelles il ne coule, ni endommage, de navire ennemi au cours des 64 jours en mer.
Il réalise sa première patrouille, du port de Bergen le 7 mars 1945 sous les ordres de l'Oberleutnant zur See Uwe Kock. Après dix jours de mer sans succès, l'U-249 rejoint le port de Bergen le 16 mars 1945.
Sa deuxième patrouille commence au port de Bergen le 10 mai 1945 toujours sous les ordres de Uwe Kock, avec le grade de Oberleutnant zur See obtenu le 1er avril 1945. Après 38 jours en mer, et après la reddition de l'Allemagne nazie, l'U-249 se rend à son tour le 10 mai 1945 à Portland au Royaume-Uni.
Il est convoyé à Loch Ryan en Écosse comme navire de recherche britannique No 86. Il est coulé par les Alliés le 13 décembre 1945 au cours de l'Opération Deadlight à la position géographique de 56° 10′ N, 10° 05′ O.

## Affectations successives
- 5. Unterseebootsflottille à Kiel du 20 novembre 1943 au 1er janvier 1945 (entrainement)
- 5. Unterseebootsflottille à Kiel du 1er janvier au 8 mai 1945 (service actif)

## Commandement
- Oberleutnant zur See Rolf Lindschau du 20 novembre 1943 au 16 juillet 1944
- Oberleutnant zur See Uwe Kock du 17 juillet 1944 au 10 mai 1945

## Patrouilles
|       | Commandant     | Départ          | Départ       | Arrivée         | Arrivée      | Jours    | Succès |
| ----- | -------------- | --------------- | ------------ | --------------- | ------------ | -------- | ------ |
|       | Uwe Kock       | 20 février 1945 | Kiel         | 27 février 1945 | Kristiansand | 8 jours  |        |
|       | Uwe Kock       | 2 mars 1945     | Kristiansand | 5 mars 1945     | Bergen       | 4 jours  |        |
| 1     | Uwe Kock       | 7 mars 1945     | Bergen       | 16 mars 1945    | Bergen       | 10 jours |        |
|       | Uwe Kock       | 21 mars 1945    | Bergen       | 24 mars 1945    | Bergen       | 4 jours  |        |
| 2     | Oblt. Uwe Kock | 3 avril 1945    | Bergen       | 10 mai 1945     | Portland     | 38 jours |        |
| Total | Total          | Total           | Total        | Total           | Total        | 64 jours | 0 t    |

Note : Oblt. = Oberleutnant zur See

Nota: Les noms de commandants sans indication de grade signifie que leur grade n'est pas connu avec certitude à notre époque (2013) à la date de la prise de commandement

## Navires coulés
L'Unterseeboot 249 n'a ni coulé, ni endommagé de navire ennemi au cours de ses deux patrouilles (64 jours en mer) qu'il effectua.

### Source et bibliographie
- (en) Cet article est partiellement ou en totalité issu de l’article de Wikipédia en anglais intitulé « German submarine U-249 » (voir la liste des auteurs).
- Chris Bishop, historien militaire (trad. de l'anglais par Christian Muguet), Les sous-marins de la Kriegsmarine : 1939-1945 : le guide d'identification des sous-marins [« The spellmount submarine identification guide : Kriegsmarine U-boats 1939-1945 »], Paris, Éd. de Lodi, 2008, 192 p. (ISBN 978-2-84690-327-1, OCLC 470721805, BNF 41298980)